# Штеттен-ам-кальтен-Маркт
Штеттен-ам-кальтен-Маркт (нім. Stetten am kalten Markt) — громада в Німеччині, знаходиться в землі Баден-Вюртемберг. Підпорядковується адміністративному округу Тюбінген. Входить до складу району Зігмарінген.
Площа — 56,47 км2. Населення становить 4724 ос. (станом на 31 грудня 2020).

## Географія

### Адміністративний поділ
Громада складається з таких районів:
| Герб                    | Назва                            | Населення (Станом на: 30 вересня 2010) | Площа (Станом на: 30 вересня 2010) |
| ----------------------- | -------------------------------- | -------------------------------------- | ---------------------------------- |
| Stetten am kalten Markt | Штеттен-ам-кальтен-Маркт (центр) | 3038                                   | 2593 га                            |
| Kein Wappen verfügbar   | Нусплінген                       | 245                                    | ??                                 |
| Frohnstetten            | Фронштеттен                      | 1145                                   | 1459 га                            |
| Kein Wappen Verfügbar   | Гласгютте                        | 347                                    | 846 га                             |
| Storzingen              | Шторцинген                       | 359                                    | 739 га                             |

## Галерея

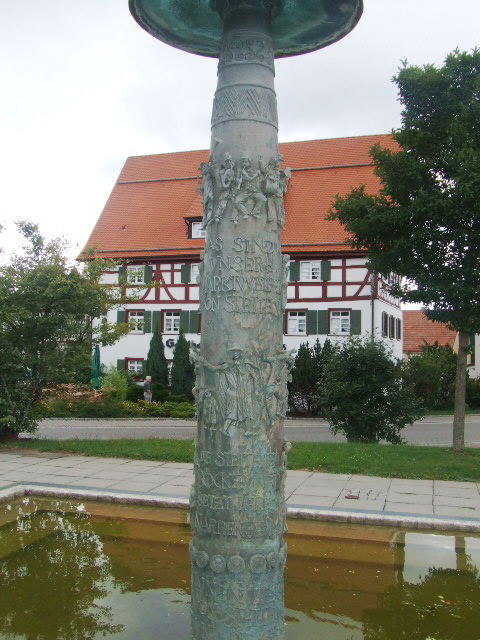
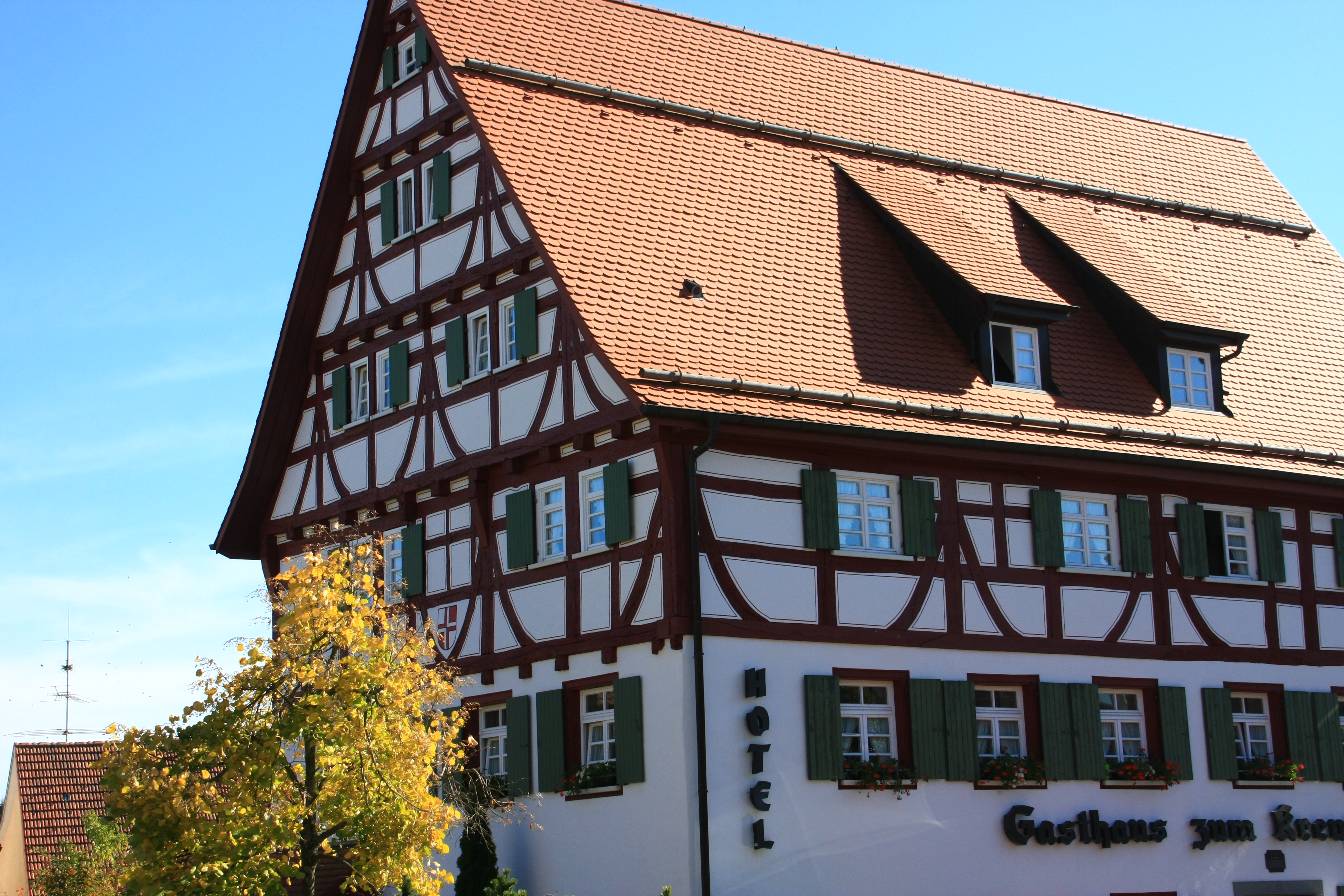
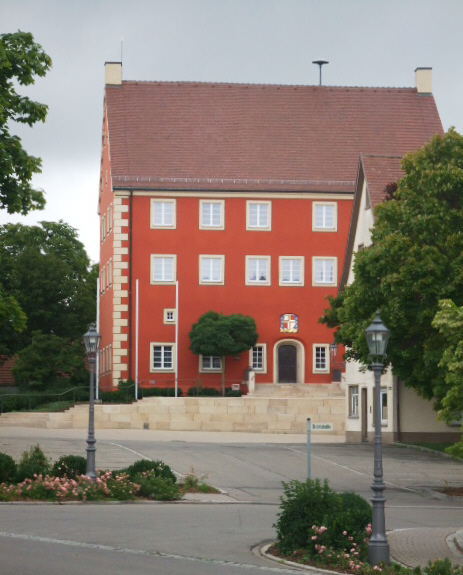
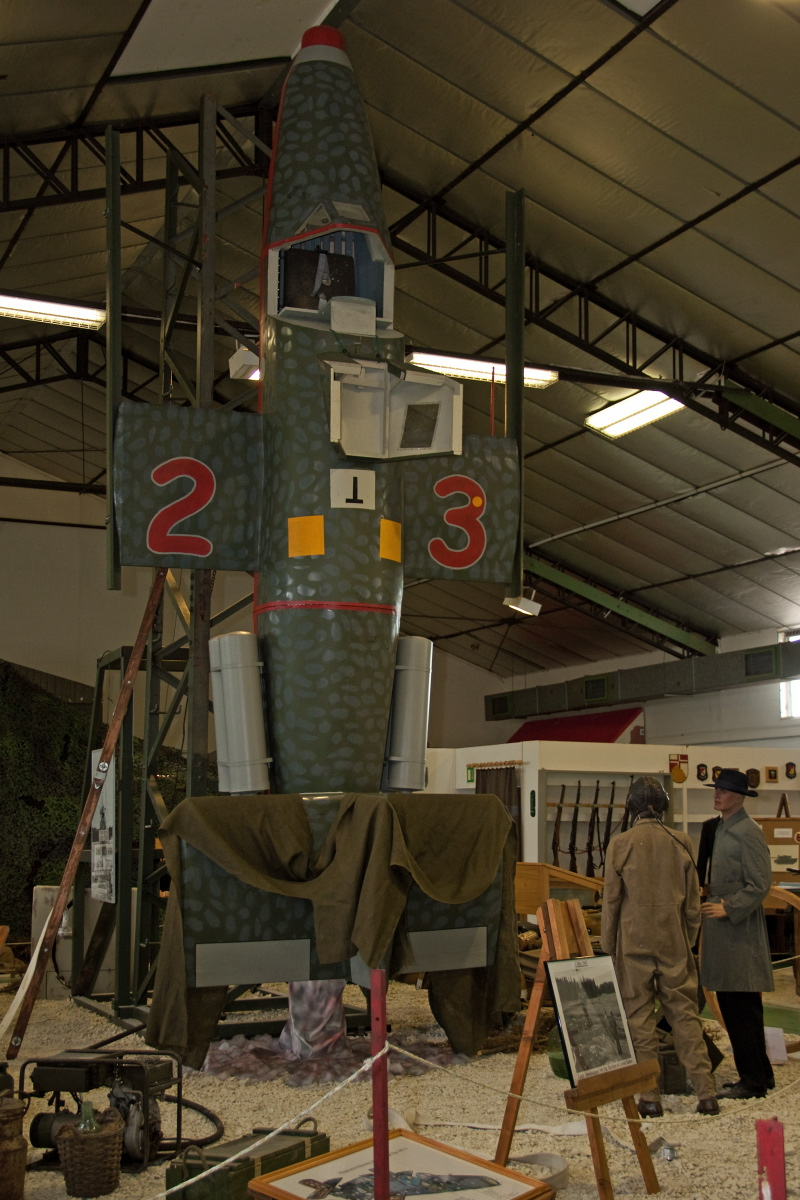
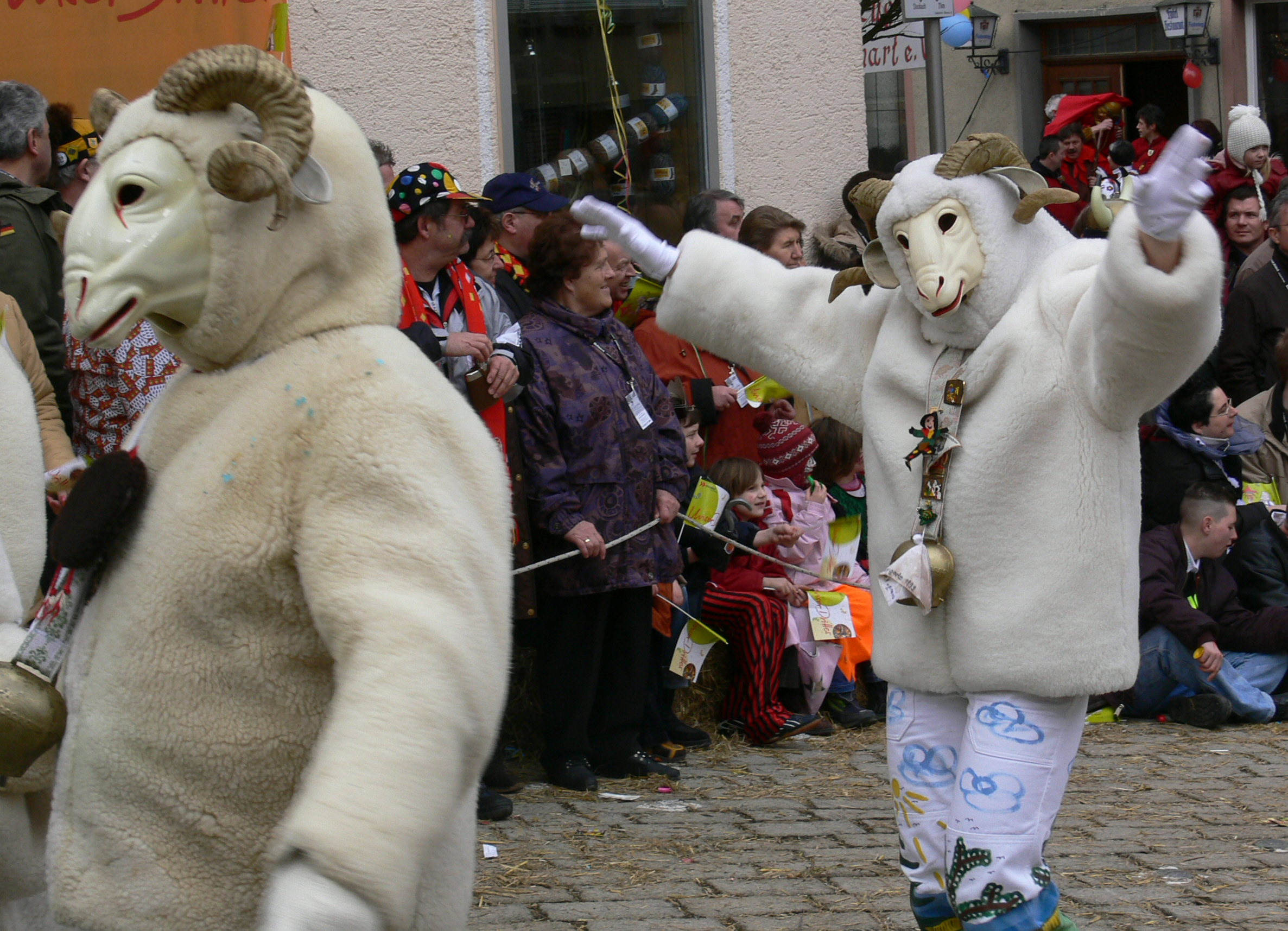